# دید و بازدید (مجموعه تلویزیونی)
دید و بازدید یک مجموعه تلویزیونی محصول سال ۱۳۶۲ به کارگردانی، نویسندگی حسن عابدی و تهیه‌کنندگی نصرت دستمردی، عباس کبیری می‌باشد که از شبکه یک پخش شد.
نمایشی طنز دربارهٔ آقا مرتضی که مرد پولدار و خسیسی است و هر سال نوروز برای فرار از میهمانی دادن به منزل اقوامش در شهرستان می‌رود ولی امسال به علت خرابی اتومبیلش مجبور می‌شود در منزل بماند و هنگامی که دو نفر از دوستانش که قبلاً آقا مرتضی بارها میهمانشان شده است به منزل او می‌آیند، آقا مرتضی با آمپول از آنها پذیرایی می‌کند.

## بازیگران
- عنایت شفیعی
- محمدعلی ورشوچی
- نعمت‌الله گرجی
- رعنا صفری
- محمود شهیدی‌انور